# Anthony Frederick Augustus Sandys
Anthony Frederick Augustus Sandys (nato con il nome Antonio Frederic Augustus Sands), ma più noto come Frederick Sandys, (Norwich, 1º maggio 1829 – Londra, 25 giugno 1904) è stato un pittore e disegnatore inglese appartenente al movimento dei preraffaelliti.

## Biografia

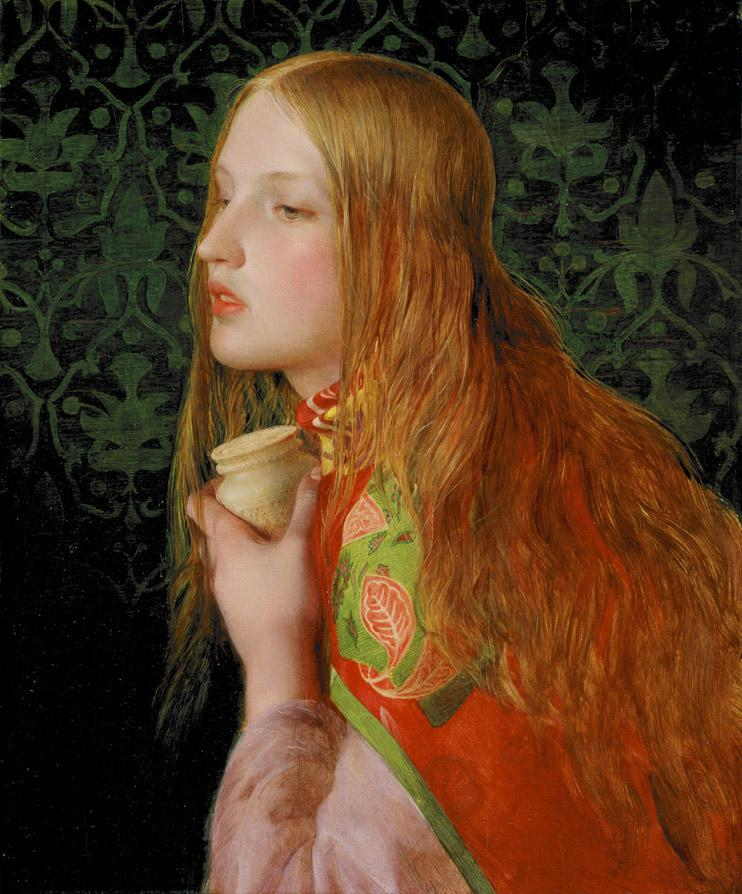
Maria Maddalena (1858–1860)

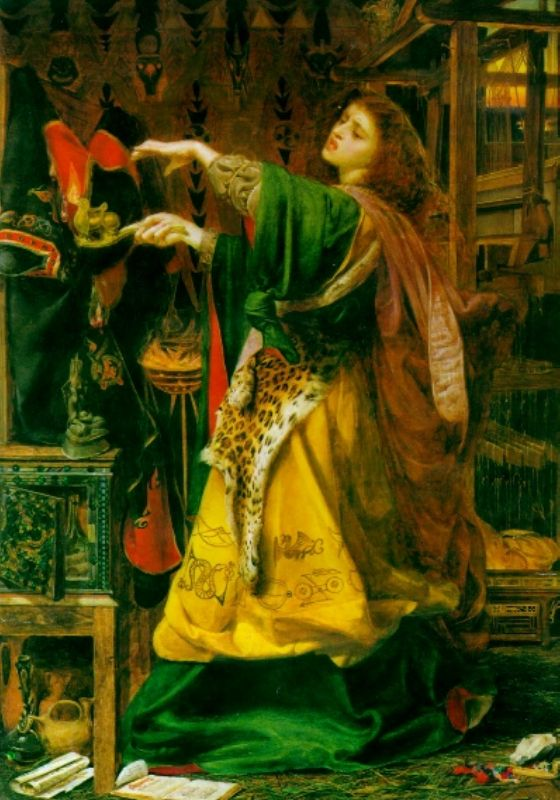
Fata Morgana (1864)

Ricevute le prime lezioni di disegno dal padre, anche lui pittore, dimostrò doti naturali nella cura e nella bellezza del disegno. Nel 1846 Sandys frequentò la Norwich School of Design e nello stesso anno il suo talento fu riconosciuto dalla Society of Arts. Dimostrò le sue doti di disegnatore ottenendo un riconoscimento con la sua parodia del Sir Isumbras at the Ford di John Everett Millais nel 1857. Nel disegno il cavallo si era trasformato in una scimmia marchiata con la scritta J. R., Oxon riferita a John Ruskin, sopra questa c'era la figura del cavaliere che era rappresentata da Millais e dei due bambini che erano Dante Gabriel Rossetti e William Holman Hunt.
Rossetti e Sandys divennero amici intimi e per più di un anno, fino all'estate del 1867, Sandys visse con Rossetti alla Tudor House (ora Queens House) nel Cheyne Walk a Chelsea. Il lavoro di Sandys fu profondamente influenzato da quello dall'amico concentrandosi maggiormente su soggetti mitologici e ritratti.
A quel tempo cominciò a disegnare per diversi periodici come Once a Week, Cornhill Magazine e Good Words, ma lavorò solo per riviste e non per libri illustrati. Negli anni 60 cominciò a esporre le sue opere pittoriche, le più conosciute sono Vivien del 1863, Morgan le Fay (la fata Morgana) del 1864, Cassandra e Medea del 1868.
Sandys non divenne mai un pittore popolare e dipinse poco. Produsse una serie di ritratti di famosi letterati con il gesso tra questi ci sono quelli di Alfred Tennyson, Robert Browning, Matthew Arnold e James Russell Lowell.
Si sposò con Georgiana Creed, ma il suo matrimonio durò solo tre anni, sebbene in verità non si siano mai divorziati. Sandys ebbe una lunga relazione con Keomi Gray, una rom che posò come modella per Medea e altri dipinti. Alla fine ebbe una relazione stabile con Mary Emma Jones (conosciuta come "Mrs Sandys") che durò per il resto della sua vita. Morì nel quartiere di Kensington a Londra nel 1904.